# Timothy James Herbert
Timothy James Herbert (* 11. Juli 1941 in Sheffield in Großbritannien) ist ein australischer Handchirurg. Er entwickelte eine international anerkannte Klassifikation der Kahnbeinfrakturen und zusammen mit W. E. Fisher 1977 die Herbert-Schraube, die noch heute (Stand 2019) zur Behandlung eines Kahnbeinbruchs Verwendung findet.

## Werdegang
Er studierte zunächst von 1959 bis 1964 an der St Bartholomew’s Hospital Medical School in London, wo er auch anschließend seine Ausbildung zum orthopädischen Chirurgen fortsetzte, die er dann 1968 abschloss. Herbert ist seit 1965 mit einer Österreicherin verheiratet und hat drei Kinder. Er war ab 1975 tätig an der Abteilung für Handchirurgie am St. Luke´s Hospital in Sydney, New South Wales, Australien, deren Direktor er dann auch wurde.